# Wisłoka z dopływami
Wisłoka z dopływami (PLH180052) – specjalny obszar ochrony siedlisk obejmujący dolinę rzeki Wisłoki na odcinku od północnej granicy Ostoi Magurskiej do mostu na trasie Pilzno – Kamienica Dolna oraz następujące dopływy lub ich fragmenty:
- Iwielkę
- Kłopotnicę
- Ropę
- Jasiołkę
- Kamienicę

Obszar zajmuje powierzchnię 2651,03 ha i leży na terenie województw małopolskiego (powiat gorlicki) i podkarpackiego (powiaty dębicki, krośnieński i jasielski).
Występuje tu sześć gatunków ryb z załącznika II dyrektywy siedliskowej:
- minóg strumieniowy Lampetra planeri
- brzanka peloponeska Barbus peloponessius
- boleń pospolity Aspius aspius
- różanka pospolita Rhodeus sericeus amarus
- głowacz białopłetwy Cottus gobio
- koza pospolita Cobitis taenia

W obszarze występuje 16 typów siedlisk z załącznika I dyrektywy siedliskowej, wśród których można wymienić następujące:
- wikliny nadrzeczne Salicetum triandro-viminalis
- łęg wierzbowy Salicetum albo-fragilis
- łęg topolowy Populetum albae
- podgórski łęg jesionowy Carici remotae-Fraxinetum
- olszynka górska Alnetum incanae
- olszyna bagienna Caltho-Alnetum
- łęg jesionowo-wiązowy Ficario-Ulmetum campestris